# Sainte-Suzanne, Doubs
Sainte-Suzanne är en kommun i departementet Doubs i regionen Bourgogne-Franche-Comté i östra Frankrike. Kommunen ligger i kantonen Montbéliard-Ouest som tillhör arrondissementet Montbéliard. År 2022 hade Sainte-Suzanne 1 461 invånare.

## Befolkningsutveckling
Antalet invånare i kommunen Sainte-Suzanne
Referens:INSEE